# 雷鳴 (香港演員)
錢國彬（1927年9月27日—2013年7月16日），藝名雷鳴，香港粵語片男演員、製片人暨電影發行商，生於澳門。

## 生平
錢國彬少年時代隨友人在劇團後台「打戲釘」，後來赴香港發展，1948年開始在粵語片客串。1951年，他投考大觀片場，雖然後來沒有簽約，但得趙樹燊為其改藝名為「雷鳴」。
1952年，他進入麗的呼聲任播音員。1955年，澳門綠邨電台在香港成立分台，他便跳槽到此臺講偵探、武俠小說及電影故事。1958年，他演出張瑛執導的粵語片《第七號司機》，終獲華僑公司簽約，成為該公司基本演員。他後來成為發行商及製作人，還擁有自己的足球隊。
2013年，高齡八十五歲的錢國彬因肺炎辭世，身後遺下三子兩女，並將百部粵語片捐給香港電影資料館。

## 演出作品
- 義犬報恩（1953）
- 離巢燕（1953）
- 皇天不負好心人（1954）
- 善惡到頭終有報（1954）
- 流鶯曲（1954）
- 下一代（1955）
- 家和萬事興（1956）
- 璇宮艷史（上集）（1957）
- 魂歸離恨天（1957）
- 甜姐兒（1957）
- 駙馬艷史（1958）
- 天官賜福（1958）
- 第七號司機（1958）
- 十兄弟（1959）
- 好冤家（1959）
- 金山大少（1959）
- 十兄弟怒海除魔（1960）
- 晚娘（1960）
- 落霞孤鶩（1961）
- 似水流年（1962）...鐵求新
- 歷劫花（1963）
- 四海一家親（1963）
- 秦淮世家（1963）
- 化身情人（1965）...馮策策
- 黑玫瑰（1965）

## 幕後製作

### 導演
- 精變（1982）

### 製片
- 老虎燕星（1973）
- 蠱惑佬尋春（1975）
- 功夫小子（1977）
- 刀劍霸王拳（1977）
- 馬場風暴 (1978)
- 精變（1982）
- 老友鬼鬼（1985）
- 猛鬼迫人（1985）
- 黑色午夜（1987）

### 出品人
- 虎豹雙雄（1974）
- 瘋血（1983）
- 大話西遊:西行平妖（1991）
- 92應召女郎（1992）
- 愛在黑社會的日子（1993）

### 編劇
- 義犬申冤（1954）
- 老虎燕星（1973）
- 精變（1982）

## 外部連結
- 雷鳴在香港影庫上的簡介